# Cait MacPhee
Catherine Elizabeth " Cait " MacPhee est professeur de physique biologique à l'Université d'Édimbourg . 

## Biographie
Après avoir étudié pour son BSc en biochimie et son doctorat en médecine à l'Université de Melbourne, elle part à l'Université d'Oxford pour des recherches postdoctorales, où elle est chercheuse au St Hilda's College, et détient ensuite une bourse de la Royal Society Dorothy Hodgkin. De 2001 à 2005, elle est membre de la Royal Society University Fellow au Laboratoire Cavendish de l'Université de Cambridge et occupe une bourse de recherche au Girton College, puis une bourse au King's College. En 2006, elle part à l'Université d'Édimbourg, où elle devient professeure de physique biologique en 2011 .
Les recherches de MacPhee sur la protéine BslA de Bacillus subtilis, en collaboration avec Nicola Stanley-Wall de l'École des sciences de la vie de  l'Université de Dundee, sont largement rapportées en raison d'applications potentielles dans la production de crème glacée. Elle est nommée CBE dans les honneurs du Nouvel An 2016 "pour les services aux femmes en physique", et est ensuite élue membre de la Royal Society of Edinburgh. En 2016, elle est sélectionnée comme finaliste du concours BBSRC Innovator of the Year . En 2018, elle reçoit la médaille Gabor de la Royal Society .